# Milleanni
Milleanni è una compilation del gruppo musicale italiano Nomadi, pubblicato nel 2019.

## Descrizione
E' un concept album che ha come filo conduttore temi di attualità e che contiene due brani inediti (Milleanni e L'orizzonte di Damasco), oltre a una versione inedita del brano Ma noi no, interpretata da Augusto Daolio.
L'uscita del disco è stata anticipata dal lancio in radio, il 26 aprile 2019, del singolo Milleanni, scritto da Elena Carletti, figlia di Beppe, e da Massimo Vecchi. Gli altri brani sono canzoni già pubblicate in precedenza su altri album del gruppo.
Beppe Carletti racconta così la genesi del brano:

## Tracce
1. Milleanni (inedito) – 3:34 (Elena Carletti, Massimo Vecchi)
2. Non avrai – 3:57 (testo: Cristian Cattini, Elena Carletti e Massimo Vecchi – musica: Cristian Cattini e Giuseppe Carletti)
3. Con me o contro di me – 3:40 (testo: Cristian Cattini, Daniele Campani e Danilo Sacco – musica: Cristian Cattini, Giuseppe Carletti e Giovanni Salvatori)
4. L'orizzonte di Damasco (inedito) – 3:50 (Giuseppe Carletti)
5. La storia – 3:58 (testo: Carlo Alberto Contini – musica: Giuseppe Carletti)
6. Bianchi e neri – 3:18 (Gisberto Cortesi)
7. Rubano le fate – 3:58 (Giuseppe Carletti, Pompilio Turtoro, Massimo Vecchi)
8. Noi – 3:27 (Mansueto Deponti, Francesco Guccini)
9. Mamma giustizia – 5:36 (Riz Ortolani, Jaia Fiastri)
10. Ma noi no (feat. Augusto Daolio) – 4:16 (Giuseppe Carletti, Augusto Daolio, Odoardo Veroli)
11. Il paese (strumentale) – 3:21 (Gisberto Cortesi)

## Formazione
- Yuri Cilloni - voce
- Beppe Carletti - tastiere
- Cico Falzone - chitarre
- Massimo Vecchi - basso, voce
- Daniele Campani - batteria
- Sergio Reggioli - violino

## Classifiche
| Classifica | Posizione |
| ---------- | --------- |
| Italia     | 6         |